# Babaikove, Karlivka
Babaikove (în ucraineană Бабайкове) este un sat în comuna Lîpeanka din raionul Karlivka, regiunea Poltava, Ucraina.

## Demografie
Componența lingvistică a localității Babaikove
     Ucraineană (96,75%)
     Rusă (3,25%)
Conform recensământului din 2001, majoritatea populației localității Babaikove era vorbitoare de ucraineană (96,75%), existând în minoritate și vorbitori de rusă (3,25%).